# Groetjes uit Holland
Groetjes uit Holland is een Duits dubbelalbum uit 1998, met daarop een dwarsdoorsnede van Nederlandse punkbands van vlak voor de millenniumwisseling van 2000. Vitaminenrecords is een Duits platenlabel dat twee jaar in Nederland was gevestigd. Dat verklaart ook het aantrekken van Nederlandse artiesten zoals Brezhnev, Jabberwocky en Bambix en de uitgave van de dubbel-cd.

## Nummers
- 1 Brezhnev - District 72  1:28
- 2 Mangel - Into It 	1:38
- 3 Lovebite - We March Again 	3:59
- 4 Roggel - Arie 	1:05
- 5 Teenage Warning - Bullet Proof 	2:07
- 6 Rat Patrol - Burnout 	2:34
- 7 Bambix - When Summer Falls Asleep 	4:01
- 8 Dandruff!! - Wrong Side Of The Tracks 	2:35
- 9 Smut - Julie 	2:41
- 10 Human Alert - Toys Are Us 	3:01
- 11 N.R.A. - She's Driving 	1:03
- 12 Cheese Heads - I'd Like To Know 	2:44
- 13 Kpa - 45% 	3:07
- 14 The Ex Presidents 	Fun 	2:40
- 15 Dandare - On The Edge 	2:05
- 16 Mr. Potatohead - Crossing Miller's 	2:25
- 17 Smart Bomb - Limbo 	2:10
- 18 Jabberwocky - Never Had 	2:00
- 19 Assberries - Last Night 	2:59
- 20 Konstepaasje - Sjovie 	2:04
- 21 The Berserkerz - I'm Back 	2:05
- 22 Uit De Sloot - Schaamteloos 	2:36
- 23 De Gatbent - De Heer 	1:58
- 24 Heideroosjes - Wurst & Kase 	2:47
- 25 YAWP! - WelcomeTo The Playground 	4:36
- 26 Carrera - Time 	2:26
- 27 Bambix - Monozygotic 	3:03
- 28 Cheese Heads - Artificial 	3:03
- 29 Dandruff!! - The Old Fart Speaks 	3:12
- 30 Kpa - Pressure 	4:05
- 31 Carrera - Let It All Drop 	2:23
- 32 Heideroosjes - Everybody Loves Me 	2:47
- 33 Lovebite - Trouble Shooter 	4:12
- 34 Mangel - Hole Inside 	3:38
- 35 Brezhnev - Stiched Up        2:05
- 36 Smart Bomb - Million To One 	1:42
- 37 Smut - Shit Behind The Toilet 	3:03
- 38 The Berserkerz - WritingOn The Wall 	1:43
- 39 Uit De Sloot - Nagedacht 	1:39
- 40 Teenage Warning - Lady Or The Loot 	2:05
- 41 YAWP! - Codified 	2:00
- 42 Rat Patrol - Painkiller 	1:34
- 43 Human Alert - Turbo Alert 	0:47
- 44 The Ex Presidents - Think Twice 	2:23
- 45 De Gatbent - Hc Song 	3:09
- 46 Dandare - Commercials 	2:11
- 47 N.R.A. - Not Today 	1:39
- 48 Roggel  - Naked Baywatch Pussybitch 	2:44
- 49 Mr. Potatohead - Axe Tea Si 	3:30
- 50 Assberries - Timebomb 	1:24
- 51 Jabberwocky - The Neon Twist 	2:30
- 52 Konstepaasje  - Sjtik De Moord 	1:47